# Mimi Webb
Amelia Webb, detta Mimi (Canterbury, 23 luglio 2000), è una cantautrice britannica.
Legata alla Epic Records, ha raggiunto la top 10 della classifica album britannica con l'EP Seven Shades of Heartbreak. Ha inoltre ottenuto dei riscontri commerciali con i singoli Good Without e Dumb Love, certificati rispettivamente platino e oro nel Regno Unito.

## Biografia
Dopo aver studiato chitarra e pianoforte fin da bambina, Webb inizia a scrivere canzoni all'età di 13 anni. Nel 2019 firma un contratto discografico con Epic Records, con cui inizia a pubblicare dei singoli a partire dall'anno successivo. Nel 2021 ottiene il suo primo piazzamento nella classifica britannica con il singolo Reasons, ma è tuttavia con il successivo Good Without che raggiunge per la prima volta il successo commerciale, raggiungendo la nona posizione della classifica britannica e la settima in quella irlandese, oltre ad entrare nelle classifiche di paesi come Norvegia, Belgio e Svezia. Il brano viene inoltre certificato oro nel mercato britannico.
L'artista ottiene un secondo piazzamento nelle top 20 britannica e irlandese con il singolo Dumb Love, che raggiunge la dodicesima posizione in entrambe le nazioni e viene certificato argento nel Regno Unito. In seguito a questi successi, Webb pubblica il suo EP d'esordio Seven Shades of Heartbreak, il quale debutta alla nona posizione della classifica album britannica. L'EP riesce inoltre a piazzarsi in classifica anche in Irlanda e Norvegia. Nel febbraio 2022 pubblica il singolo House on Fire, che debutta alla sesta posizione della classifica britannica. Ad ottobre dello stesso anno annuncia il suo album di debutto Amelia, messo in commercio il 3 marzo 2023. Il disco è stato ulteriormente anticipato dai singoli Ghost of You e Red Flags, pubblicati tra l'ottobre 2022 e il gennaio 2023.

## Discografia

### Album in studio
- 2023 – Amelia

### EP
- 2021 – Seven Shades of Heartbreak

### Singoli
- 2020 – Before I Go
- 2020 – I'll Break My Heart Again
- 2021 – Reasons
- 2021 – Good Without
- 2021 – Dumb Love
- 2021 – 24/5
- 2022 – House on Fire
- 2022 – Goodbye
- 2022 – Ghost of You
- 2023 – Red Flags
- 2023 - Back Home for Christmas
- 2024 – Mistake
- 2024 – Erase You
- 2024 – One Eye Open